# Yota Horiuchi
Yota Horiuchi (japanisch 堀内 陽太 Horiuchi Yota; * 8. Juli 2004 in der Präfektur Saitama) ist ein japanischer Fußballspieler.

## Karriere
Yota Horiuchi erlernte das Fußballspielen in der Jugend der Urawa Red Diamonds. Hier unterschrieb er am 1. Februar 2023 auch seinen ersten Vertrag. Der Verein aus Urawa-ku spielte in der ersten Liga, der J1 League. In seiner ersten Saison kam er nicht zum Einsatz. Sein Erstligadebüt gab Yota Horiuchi am 30. Juni 2024 (21. Spieltag) im Heimspiel gegen Júbilo Iwata. Bei dem 3:0-Erfolg wurde er in der 89. Minute für Kaito Yasui eingewechselt. Nach insgesamt drei Ligaspielen wechselte er im Februar 2025 auf Leihbasis zum Drittligisten Tochigi SC.